# 17273 Karnik
17273 Karnik (2000 LD13) là một tiểu hành tinh vành đai chính được phát hiện ngày 5 tháng 6 năm 2000 bởi nhóm nghiên cứu tiểu hành tinh gần Trái Đất phòng thí nghiệm Lincoln ở Socorro.